# ميشيل تي
ميشيل تي (بالإنجليزية: Michelle Tea)‏ (1971، تشيلسي في الولايات المتحدة)؛ كاتِبة وشاعرة أمريكية.